# Alexis Troy
Alexis Troy, bürgerlich Alexis Papadimitriou (Griechisch: Αλέξης Παπαδημητρίου, * 1. Oktober 1982 in Frankfurt am Main), ist ein deutscher Musikproduzent und Komponist, der Teil des Selfmade Records nahestehenden ehemaligen Produzententeams United Hustlers war. 2016 gründete Selfmade Records eine Production Unit, die aus Bazzazian, Alexis Troy und Yunus „Kingsize“ Cimen besteht.

## Leben und Karriere
Nachdem Troy im Alter von zwei Jahren mit seiner Familie nach Griechenland zog, kam er mit vier Jahren durch das Album Face Value von Phil Collins, das seine Mutter ihm auf Musikkassette schenkte, zum ersten Mal mit Musik in Kontakt. Besonders der Song In the Air Tonight beeindruckte ihn durch seinen auffälligen, schlagzeugbetonten Sound. Mit sieben Jahren kombinierte er den Grundrhythmus des Stückes mit einem improvisierten Klavier und nahm dies mit einem zweiten Kassettenrekorder auf.
Einige Zeit danach begann er Klavierunterricht zu nehmen, was sich jedoch als weniger erfolgreich herausstellte. Troy wollte Pop spielen, seine Lehrerin bestand jedoch auf Klassik.
Daraufhin entdeckte er Guns n’ Roses und begann im Alter von acht Jahren, E-Gitarre zu spielen. Kurze Zeit später fing er an, seine eigenen Songs mit einer Vierspur-Bandmaschine aufzunehmen.
Mit 21 Jahren kam Troy wieder zurück nach Deutschland. Nachdem er in Griechenland stets heimlich HipHop gehört hatte – die Musikrichtung war in seinem Alter zu der Zeit nicht sonderlich beliebt – wurde er in Frankfurt direkt mit der Szene konfrontiert.
Auf Empfehlung seiner Eltern hin begann er, BWL zu studieren, brach dies jedoch wieder ab, um in Köln an der Fachhochschule Medientechnik zu studieren. Nach dem erfolgreichen Erwerben des Diploms als Tontechniker absolvierte er ein Praktikum bei TRO in Düsseldorf. Die Firma übernahm ihn und er entwickelte sich weiter Richtung Musikproduktion.
Im Jahr 2014 veröffentlichte Troy seine Debüt-EP History of Violence, dessen Single White Walkers unter anderem von Porsche und vom BBC für den Winter Olympics Trailer verwendet wurde. Letzterer gewann 2015 den BAFTA Television Craft Award für den besten Titel. Im Jahr 2015 folgte die Nautilus EP mit der Single Sirens, wovon auch eine Version mit einem Feature von Kollegah existiert. Sirens wurde unter anderem für Mercedes verwendet. Zuletzt veröffentlichte er die EP Eyes Wide Shut, dessen Single Eyes Wide Open unter anderem für Porsche verwendet wurde.
Über Freunde lernte Troy im Jahr 2011 den Rapper und Produzenten Koree kennen. Dieser war gerade im Begriff, seine eigenen Studios aufzubauen, die Homeboy Studios. Er lud Troy ein und kurz danach gründeten sie das Produzenten-Kollektiv „United Hustlers“. Später kam der Audio Engineer Kingsize hinzu und gemeinsam begannen sie mit dem Ausproduzieren einiger Beats, die sich später auf dem Kollabo-Album Jung, brutal, gutaussehend 2 der Rapper Kollegah und Farid Bang wiederfinden sollten. Darauf folgten Produktionen für die Alben King von Kollegah sowie #Uded von Koree. Für den Labelsampler Chronik 3 sowie das Zuhältertape Volume 4 von Kollegah übernahm Troy daraufhin das Executive Producing. Das Team begann, auf YouTube auf einem eigenen Kanal Videos hochzuladen. Das dort ausgestrahlte Format Release Day soll den Fans zeigen, wie viel Arbeit in einem Album steckt und dass es sich lohnt, für die eigenen Träume Zeit und Geld zu investieren.

## Stil
Troy kombiniert für seine Produktionen unterschiedliche Genres wie Breakbeat, Electro, Trap, Techno, Hip-Hop, klassische Musik und Rock. Dasding sah 2021 in ihm eine Schlüsselfigur bei der Etablierung des letzteren Musikstils im Deutschrap, wie sie in den USA schon länger im Gange war. Beeinflusst wird er durch ein breites Spektrum an Künstlern wie Burial, Modeselektor, Jon Hopkins oder Hans Zimmer.

## Diskografie
EPs
| Jahr | Titel Musiklabel                  | Anmerkungen                            |
| ---- | --------------------------------- | -------------------------------------- |
| 2014 | History of Violence Eigenvertrieb | Erstveröffentlichung: 23. Mai 2014     |
| 2015 | Nautilus Nemesis Records (NR)     | Erstveröffentlichung: 24. April 2015   |
| 2019 | Dread Eigenvertrieb               | Erstveröffentlichung: 8. November 2019 |

## Auszeichnungen
- 2014: Young Director Award
- 2014: ADC Award (Silber) für White Walkers[8]